# Nova Trova Cubana

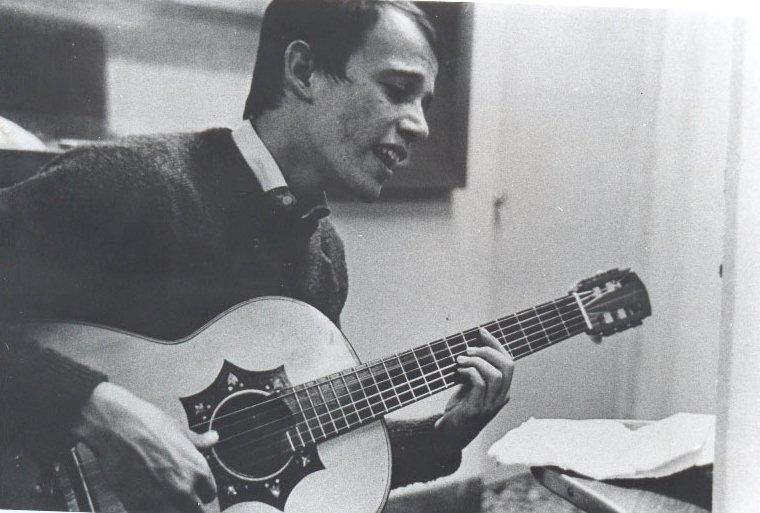
Silvio Rodríguez, Cuba, 1968

A Nova Trova Cubana foi um movimento musical que surgiu entre o final de 1967 e o início de 1968, e pode-se ser considerado uma versão cubana da Nueva Canción Latinoamericana. Acredita-se que esse movimento teve como marco geracional o Primeiro Encontro da Canção de Protesto, que, em 1967, reuniu músicos de toda a América Latina em Havana (Cuba). Em 1969, o movimento foi impulsionado pela criação do Grupo de Experimentação Sonora do Instituto Cubano de Artes, Investigação e Ciência (ICAIC), e em dezembro de 1972, foi organizado em Manzanillo (Cuba), um encontro de jovens trovadores, que consagrou definitivamente a "Nueva Trova Cubana".
Dentre seus representantes, merecem destaque: Carlos Puebla, Silvio Rodríguez, Pablo Milanés, Vicente Feliú, Leo Brouwer e Noel Nicola.
Teve estreita relação com a "Nova Canção Chilena", em setembro de 1972: Pablo Milanés, Noel Nicola e Silvio Rodriguez fizeram uma visita à Santiago do Chile que durou mais de duas semanas, onde fizeram apresentações no Estádio Nacional e na "Peña de los Parra" em conjunto com artistas chilenos.